# عمل یگانی
یک عمل یگانی در ریاضیات، یک عمل است که فقط یک عملوند دارد، یعنی یک ورودی منفرد دارد. این مفهوم در برابر عمل دوتایی است که از دو عملوند استفاده می‌کند. یک مثال تابع f : A → A است که در آن A یک مجموعه است. تابع f یک عمل یگانی روی A است.
در ریاضیات عمل یگانی به عملی گفته می‌شود که به هر عضوی از یک مجموعه (مانند A∈M) یک عنصر یکتای دیگر از همان مجموعه را منتسب می‌کند. به عبارت دیگر عمل یگانی یک نگاشت تک‌مقداری از مجموعهٔ M به خودش است. برای نمونه مجذور در اعداد حقیقی و فاکتوریل از عمل‌های یگانی به شمار می‌آیند. در یک تعریف دیگر، عمل یگانی به عملی گفته می‌شود که تنها یک عنصر دارد.
عمل‌های جمع و تفریق نیز می‌توانند یگانی باشند، برای نمونه در 3 − −2، منفی اول عمل دوتایی تفریق را نشان می‌دهد و منفی دوم عمل یگانی منفی. عمل یگانی مثبت نیز وجود دارد ولی از آنجایی که اعداد به صورت پیش‌فرض مثبت در نظر گرفته می‌شوند استفاده از آن لزومی ندارد. عملگرهای یگانی در زبان‌های برنامه‌نویسی نیز کاربر دارند.

## مثال
در برنامه نویسی رایانه ای عملیاتهای ریاضی را به دو دسته عملیات یگانی و دوگانی تقسیم کنیم میتوان گفت هرگاه در دوسوی یک عملگر (مثل + یا - یا x یا /) دو عنصر وجود داشته باشد آنرا عملیات دوگانی میخوانیم مثل ب+ج یا ۲-۳ دو عملیات دوگانی هستند در حالیکه اگر عملیاتی تنها دارای یک عملگر + یک عنصر باشد آنرا عمل یگانی میخوانیم مثل  ۴۵- یا ج-